# Triumfetta guaranitica
Triumfetta guaranitica là một loài thực vật có hoa trong họ Cẩm quỳ. Loài này được Villa miêu tả khoa học đầu tiên.